# Lee Seung-hoon
Lee Seung-hoon (n. 6 martie 1988, Seul, Coreea de Sud) este un sportiv sud-coreean, medaliat olimpic. A participat la 3 ediții ale Jocurilor Olimpice (2010, 2014, 2022) în care a câștigat o medalie de aur, două medalii de argint și o medalie de bronz.